# Eberhardt Károly
Eberhardt Károly (Pápoc, 1825. január 20. – Gecse, 1906. december 8.) szabadságharcos honvédtiszt, olasz tábornok.

## Életrajza
1825. január 20-án született Pápocon. Édesapja Kemeneshőgyészen majd Gecsén volt római katolikus népiskolai tanító. A középiskolát Pápán végezte, később Kajáron és Vaszaron volt segédtanító. Önként jelentkezett katonának, a pozsonyi 2. számú gyalogezredben szolgált.
1848-ban elhagyta alakulatát, majd honvédtisztként végigküzdötte az 1848–49-es forradalom és szabadságharcot. Világos után Bulgáriába emigrált, majd Kossuth után ment Törökországba. Török szolgálatba lépett, és Abdurraman néven mint őrnagy részt vett a krími háborúban (1853–56).
1859-ben Kossuth hívására az Olaszországban szerveződő itáliai magyar légió egyik zászlóaljának parancsnoka őrnagyi rangban, majd 1860-ban Garibaldi seregének ezredese lett. A légió felbomlása után olasz királyi szolgálatba lépett. 1870-ben nyugdíjazták. 1880-as években tért haza és Gecsén telepedett le. Gecsén halt meg 81 évesen, 1906 december 8-án. Síremléke a falu temetőjében található.